# U-649
Unterseeboot 649 foi um submarino alemão do Tipo VIIC, pertencente a Kriegsmarine que atuou durante a Segunda Guerra Mundial.

## Comandantes
| Comandante      | Data                                             |
| --------------- | ------------------------------------------------ |
| Raimund Tiesler | 19 de novembro de 1942 - 24 de fevereiro de 1943 |

## Subordinação
Durante o seu tempo de serviço, esteve subordinado às seguintes flotilhas:
| Período                                          | Flotilha                                |
| ------------------------------------------------ | --------------------------------------- |
| 19 de novembro de 1942 - 24 de fevereiro de 1943 | 5. Unterseebootsflottille (treinamento) |